# I'm the Rain
I'm the Rain är det åttonde studioalbumet av den svenska singer-songwritern Sophie Zelmani från 2010. Till skillnad från hennes tidigare album, som spelades in i Stockholm, är I'm the Rain inspelad vid Whip-Poor-Will Studio i Valleberga, Skåne.
Albumet nådde tredje plats på den svenska albumlistan.
Man gav heller inte ut många singlar från albumet, endast låten To Be Forgiven släpptes som singel senare det året. Den digitala iTunes-utgåvan innehåller även en bonuslåt i form av en ny version av låten To Know You (originalet återfinns på albumet Love Affair).

## Låtlista
Alla låtar är skrivna av Sophie Zelmani och arrangerade av producenten Lars Halapi.
1. If I Could – 3:01
2. The Years – 2:56
3. You Can Always Long for May – 2:52
4. Ready – 3:42
5. Interior Design – 4:49
6. Not with You – 4:03
7. I'm the Rain – 3:57
8. Our Man – 3:14
9. It Knows – 3:32
10. To Be Forgiven – 2:44
11. Song of the Night – 4:06

Bonuslåt på den digitala iTunes-utgåvan:
1. To Know You (Alternative Version) – 2:38

## Singlar från albumet
- To Be Forgiven (2010, CD)

## Listplaceringar
| Lista (2010) | Topplacering |
| ------------ | ------------ |
| Schweiz      | 21           |
| Sverige      | 3            |